# Liste des indicatifs téléphoniques internationaux
Voici la liste des indicatifs téléphoniques internationaux, classés par indicatif, permettant d'utiliser les services téléphoniques vers un autre pays et d'identifier un appel venant d'un pays étranger.
Un indicatif téléphonique international est un préfixe téléphonique utilisé dans les numéros de téléphone des pays ou des régions membres de l'Union internationale des télécommunications. L'indicatif indique le pays où se trouve le propriétaire du numéro.
La liste est établie par l'Union internationale des télécommunications, dans sa recommandation UIT-T E.164 et ses annexes qui sont régulièrement mises à jour.

## Indicatifs téléphoniques internationaux par zones géographiques

Illustration des zones géographiques couvertes par les indicatifs téléphoniques internationaux.

## Tableaux des indicatifs classés par zone
Attention : certains indicatifs internationaux listés ci-dessous comportent 1 chiffre (Russie, États-Unis, Canada), d’autres 2 chiffres, 3 chiffres ou même 4 chiffres pour certains pays (zone Caraïbes). Si un indicatif à 3 chiffres n’existe pas dans les tableaux (ex. : +343), il faut utiliser l'indicatif à 2 chiffres correspondant, dans l’exemple précédent : + 34 = Espagne, donc +34x = numéro espagnol. Si un indicatif à 2 ou 3 chiffres n’existe pas, il s'agit probablement d'un indicatif à 1 chiffre : Russie / Kazakhstan (zone 7 : +7) ou États-Unis / Canada (zone 1 : +1).

### Zone 0: Réservée
La zone 0 est pour l'instant réservée à une utilisation future non encore établie.

### Zone 1: États-Unis et leurs territoires du Pacifique, Canada, Caraïbes (en partie), Bermudes
La zone 1 couvre les États-Unis et leurs territoires du Pacifique, le Canada, ainsi que certaines parties des Caraïbes et les Bermudes. Toute la zone est gérée par la North American Numbering Plan Administration (NANPA, Administration du plan de numérotation nord-américaine) et possède un unique indicatif : +1. Presque tout le reste de l’Amérique se trouve en zone 5 (sauf le Groenland et Aruba en zone 2).
| Indicatif        | Pays                        |
| ---------------- | --------------------------- |
| +1               | États-Unis                  |
| +1               | Canada                      |
| +1-242           | Bahamas                     |
| +1-246           | Barbade                     |
| +1-264           | Anguilla                    |
| +1-268           | Antigua-et-Barbuda          |
| +1-284           | Îles Vierges britanniques   |
| +1-340           | Îles Vierges des États-Unis |
| +1-345           | Îles Caïmans                |
| +1-441           | Bermudes                    |
| +1-473           | Grenade                     |
| +1-649           | Îles Turques-et-Caïques     |
| +1-658 et +1-876 | Jamaïque                    |
| +1-664           | Montserrat                  |

| Indicatif                  | Pays                            |
| -------------------------- | ------------------------------- |
| +1-670                     | Îles Mariannes du Nord          |
| +1-671                     | Guam                            |
| +1-684                     | Samoa américaines               |
| +1-721                     | Saint-Martin                    |
| +1-758                     | Sainte-Lucie                    |
| +1-767                     | Dominique                       |
| +1-784                     | Saint-Vincent-et-les-Grenadines |
| +1-787 et +1-939           | Porto Rico                      |
| +1-809 et +1-829 et +1-849 | République dominicaine          |
| +1-868                     | Trinité-et-Tobago               |
| +1-869                     | Saint-Christophe-et-Niévès      |

### Zone 2: Afrique (principalement)
La zone 2 couvre toute l’Afrique (y compris les îles des océans Atlantique et Indien), ainsi que quelques zones d’Amérique du Nord (le Groenland et Aruba) et d’Europe (les îles Féroé).
| Indicatif   | Pays                             |
| ----------- | -------------------------------- |
| +20         | Égypte                           |
| +210        | Indicatif de réserve (Maroc)     |
| +211        | Soudan du Sud                    |
| +212        | Maroc                            |
| +213        | Algérie                          |
| +214 à +215 | Indicatifs de réserve (Algérie)  |
| +216        | Tunisie                          |
| +217        | Indicatif de réserve (Tunisie)   |
| +218        | Libye                            |
| +219        | Indicatif de réserve (Libye)     |
| +220        | Gambie                           |
| +221        | Sénégal                          |
| +222        | Mauritanie                       |
| +223        | Mali                             |
| +224        | Guinée                           |
| +225        | Côte d'Ivoire                    |
| +226        | Burkina Faso                     |
| +227        | Niger                            |
| +228        | Togo                             |
| +229        | Bénin                            |
| +230        | Maurice                          |
| +231        | Liberia                          |
| +232        | Sierra Leone                     |
| +233        | Ghana                            |
| +234        | Nigeria                          |
| +235        | Tchad                            |
| +236        | République centrafricaine        |
| +237        | Cameroun                         |
| +238        | Cap-Vert                         |
| +239        | Sao Tomé-et-Principe             |
| +240        | Guinée équatoriale               |
| +241        | Gabon                            |
| +242        | République du Congo              |
| +243        | République démocratique du Congo |
| +244        | Angola                           |

| Indicatif   | Pays                                                                                    |
| ----------- | --------------------------------------------------------------------------------------- |
| +245        | Guinée-Bissau                                                                           |
| +246        | Territoire britannique de l'océan Indien                                                |
| +247        | Ascension                                                                               |
| +248        | Seychelles                                                                              |
| +249        | Soudan                                                                                  |
| +250        | Rwanda                                                                                  |
| +251        | Éthiopie                                                                                |
| +252        | Somalie                                                                                 |
| +253        | Djibouti                                                                                |
| +254        | Kenya                                                                                   |
| +255        | Tanzanie                                                                                |
| +256        | Ouganda                                                                                 |
| +257        | Burundi                                                                                 |
| +258        | Mozambique                                                                              |
| +259        | Indicatif de réserve (prévu originellement pour Zanzibar — désormais rattachée au +255) |
| +260        | Zambie                                                                                  |
| +261        | Madagascar                                                                              |
| +262        | La Réunion, Mayotte et Terres australes et antarctiques françaises                      |
| +263        | Zimbabwe                                                                                |
| +264        | Namibie                                                                                 |
| +265        | Malawi                                                                                  |
| +266        | Lesotho                                                                                 |
| +267        | Botswana                                                                                |
| +268        | Eswatini                                                                                |
| +269        | Comores                                                                                 |
| +27         | Afrique du Sud                                                                          |
| +28         | Indicatif de réserve (Égypte)                                                           |
| +290        | Sainte-Hélène & Tristan da Cunha                                                        |
| +291        | Érythrée                                                                                |
| +292 à +296 | Indicatifs de réserve (Afrique du Sud)                                                  |
| +297        | Aruba                                                                                   |
| +298        | Îles Féroé                                                                              |
| +299        | Groenland                                                                               |

### Zone 3: Europe
La zone 3 est l’une des deux zones, avec la zone 4, qui couvrent presque toute l’Europe (à l’exception des Îles Féroé en zone 2).
| Indicatif | Pays |
| --------- | --- |
| +30       | Grèce |
| +31       | Pays-Bas |
| +32       | Belgique |
| +33       | France |
| +34       | Espagne |
| +350      | Gibraltar |
| +351      | Portugal |
| +352      | Luxembourg |
| +353      | Irlande |
| +354      | Islande |
| +355      | Albanie |
| +356      | Malte |
| +357      | Chypre |
| +358      | Finlande |
| +359      | Bulgarie |
| +36       | Hongrie |
| +37       | Anciennement Allemagne de l'Est (remplacé par le +49 lors de la réunification) et divisé en 10 nouveaux indicatifs : +370 à +379 |
| +370      | Lituanie |
| +371      | Lettonie |
| +372      | Estonie |

| Indicatif | Pays |
| --------- | --- |
| +373      | Moldavie |
| +374      | Arménie |
| +375      | Biélorussie                                                                                                 |
| +376      | Andorre |
| +377      | Monaco |
| +378      | Saint-Marin                                                                                                 |
| +379      | Vatican |
| +38       | Anciennement Yougoslavie, maintenant découpé comme suit :                                                   |
| +380      | Ukraine |
| +381      | Serbie |
| +382      | Monténégro                                                                                                  |
| +383      | Kosovo (depuis le 15 décembre 2016)                                                                         |
| +384      | Indicatif de réserve                                                                                        |
| +385      | Croatie |
| +386      | Slovénie |
| +387      | Bosnie-Herzégovine                                                                                          |
| +388      | N'est plus utilisé (anciennement Espace de numérotation téléphonique européen (ENTS) — service paneuropéen) |
| +389      | Macédoine du Nord                                                                                           |
| +39       | Italie |

### Zone 4: Europe
La zone 4 est l’une des deux zones qui, avec la zone 3, couvrent presque toute l’Europe (à l’exception des Îles Féroé en zone 2).
| Indicatif   | Pays                                                          |
| ----------- | ------------------------------------------------------------- |
| +40         | Roumanie                                                      |
| +41         | Suisse + Campione d'Italia                                    |
| +42         | Anciennement Tchécoslovaquie, maintenant découpé comme suit : |
| +420        | République tchèque                                            |
| +421        | Slovaquie                                                     |
| +422        | Indicatif de réserve                                          |
| +423        | Liechtenstein                                                 |
| +424 à +429 | Indicatifs de réserve                                         |

| Indicatif | Pays        |
| --------- | ----------- |
| +43       | Autriche    |
| +44       | Royaume-Uni |
| +45       | Danemark    |
| +46       | Suède       |
| +47       | Norvège     |
| +48       | Pologne     |
| +49       | Allemagne   |

### Zone 5: Mexique, Amérique centrale et méridionale, Antilles
La zone 5 couvre presque tous les autres pays d’Amérique qui ne sont pas gérés par le plan de numérotation nord-américaine (zone 1, à l’exception du Groenland et Aruba en zone 2).
| Indicatif | Pays                     |
| --------- | ------------------------ |
| +500      | Îles Malouines           |
| +501      | Belize                   |
| +502      | Guatemala                |
| +503      | Salvador                 |
| +504      | Honduras                 |
| +505      | Nicaragua                |
| +506      | Costa Rica               |
| +507      | Panama                   |
| +508      | Saint-Pierre-et-Miquelon |
| +509      | Haïti                    |
| +51       | Pérou                    |
| +52       | Mexique                  |
| +53       | Cuba                     |
| +54       | Argentine                |

| Indicatif | Pays                                         |
| --------- | -------------------------------------------- |
| +55       | Brésil                                       |
| +56       | Chili                                        |
| +57       | Colombie                                     |
| +58       | Venezuela                                    |
| +590      | Guadeloupe, Saint-Barthélemy et Saint-Martin |
| +591      | Bolivie                                      |
| +592      | Guyana                                       |
| +593      | Équateur                                     |
| +594      | Guyane                                       |
| +595      | Paraguay                                     |
| +596      | Martinique                                   |
| +597      | Suriname                                     |
| +598      | Uruguay                                      |
| +599      | Curaçao et Pays-Bas caribéens                |

### Zone 6: Asie du Sud-Est, Pacifique Sud et Océanie
La zone 6 couvre l'Asie du Sud-Est insulaire et la Thaïlande, le Pacifique Sud et l'Océanie.
| Indicatif | Pays |
| --------- | --- |
| +60       | Malaisie |
| +61       | Australie (y compris les îles Christmas et Cocos)                                                                             |
| +62       | Indonésie |
| +63       | Philippines |
| +64       | Nouvelle-Zélande et Îles Pitcairn                                                                                             |
| +65       | Singapour |
| +66       | Thaïlande |
| +670      | Timor oriental (anciennement Îles Mariannes du Nord, désormais en +1)                                                         |
| +671      | Indicatif de réserve (anciennement Guam, désormais en +1)                                                                     |
| +672      | Territoires extérieurs de l'Australie (sauf les îles Christmas et Cocos), partie de l'Antarctique revendiquée par l'Australie |
| +673      | Brunei |
| +674      | Nauru |
| +675      | Papouasie-Nouvelle-Guinée |
| +676      | Tonga |
| +677      | Îles Salomon |

| Indicatif   | Pays                                                                       |
| ----------- | -------------------------------------------------------------------------- |
| +678        | Vanuatu                                                                    |
| +679        | Fidji                                                                      |
| +680        | Palaos                                                                     |
| +681        | Wallis-et-Futuna                                                           |
| +682        | Îles Cook                                                                  |
| +683        | Niue                                                                       |
| +684        | Indicatif de réserve (anciennement Samoa américaines, désormais en +1 684) |
| +685        | Samoa                                                                      |
| +686        | Kiribati                                                                   |
| +687        | Nouvelle-Calédonie                                                         |
| +688        | Tuvalu                                                                     |
| +689        | Polynésie française                                                        |
| +690        | Tokelau                                                                    |
| +691        | États fédérés de Micronésie                                                |
| +692        | Îles Marshall                                                              |
| +693 à +699 | Indicatifs de réserve                                                      |

### Zone 7: Russie et Kazakhstan
La zone 7 était auparavant attribuée à l'URSS ; il n'y reste que la Russie et le Kazakhstan.
| Indicatif | Pays |
| --------- | --- |
| +7        | Kazakhstan (l'indicatif 997 a été attribué et il était prévu d'être utilisé à partir de 2023, mais les sites gouvernementaux affichent toujours, fin 2024, l'indicatif 7,) |
| +7        | Russie |

### Zone 8: Asie de l'Est, Asie du Sud-Est continentale (sauf Birmanie et Thaïlande) et services spéciaux
La zone 8 couvre l'Asie de l'Est, l'Asie du Sud-Est continentale (sauf la Thaïlande) et est également utilisée pour tous les services téléphoniques spéciaux non géographiques.
| Indicatif   | Pays                                                         |
| ----------- | ------------------------------------------------------------ |
| +800        | Numéro Vert Universel (Service de libre-appel international) |
| +801 à +807 | Indicatifs de réserve (Japon)                                |
| +808        | Service de coût partagé international (ISCS)                 |
| +809        | Indicatif de réserve (Corée du Sud)                          |
| +81         | Japon                                                        |
| +82         | Corée du Sud                                                 |
| +83         | Indicatif de réserve (Chine)                                 |
| +84         | Viêt Nam                                                     |
| +850        | Corée du Nord                                                |
| +851        | Indicatif de réserve (Corée du Nord)                         |
| +852        | Hong Kong                                                    |
| +853        | Macao                                                        |
| +854        | Indicatif de réserve (Viêt Nam)                              |
| +855        | Cambodge                                                     |
| +856        | Laos                                                         |
| +857 à +859 | Indicatifs de réserve (Cambodge)                             |

| Indicatif   | Pays                                                                         |
| ----------- | ---------------------------------------------------------------------------- |
| +86         | Chine (sauf Hong-Kong, Macao)                                                |
| +870        | Inmarsat « SNAC »                                                            |
| +875 à +877 | Réservé pour des applications du service mobile maritime                     |
| +878        | Réservé – Service de télécommunications universelles personnelles (UPT)      |
| +879        | Réservé à des besoins nationaux non commerciaux                              |
| +880        | Bangladesh                                                                   |
| +881        | Système mobile mondial de téléphonie par satellite (GMSS), indicatif partagé |
| +882        | Réseaux internationaux, indicatif partagé                                    |
| +883        | INum Numéro International                                                    |
| +884 à +885 | Indicatifs de réserve (Taïwan)                                               |
| +886        | Taïwan                                                                       |
| +887        | Indicatif de réserve (Laos)                                                  |
| +888        | Réservé au service mondial ultérieur                                         |
| +889 à +899 | Indicatifs de réserve (Bangladesh)                                           |

### Zone 9: Asie centrale et du Sud, Proche et Moyen-Orient
La zone 9 couvre quasiment toute l'Asie : le proche et le Moyen-Orient, l'Asie centrale et du Sud.
| Indicatif | Pays |
| --------- | --- |
| +90       | Turquie (et + 90 392 Chypre du Nord)                                                                    |
| +91       | Inde |
| +92       | Pakistan                                                                                                |
| +93       | Afghanistan                                                                                             |
| +94       | Sri Lanka                                                                                               |
| +95       | Birmanie                                                                                                |
| +960      | Maldives                                                                                                |
| +961      | Liban                                                                                                   |
| +962      | Jordanie                                                                                                |
| +963      | Syrie                                                                                                   |
| +964      | Irak |
| +965      | Koweït                                                                                                  |
| +966      | Arabie saoudite                                                                                         |
| +967      | Yémen                                                                                                   |
| +968      | Oman |
| +969      | Réservé - en cours d'examen (anciennement République démocratique du Yémen, désormais unifié avec +967) |
| +970      | Palestine                                                                                               |
| +971      | Émirats arabes unis                                                                                     |
| +972      | Israël                                                                                                  |

| Indicatif | Pays |
| --------- | --- |
| +973      | Bahreïn |
| +974      | Qatar |
| +975      | Bhoutan |
| +976      | Mongolie |
| +977      | Népal |
| +978      | Indicatif de réserve |
| +979      | Service kiosque international (IPRS) |
| +98       | Iran |
| +990      | Indicatif de réserve |
| +991      | Essai d'un nouveau service proposé de correspondance publique de télécommunications internationales, indicatif partagé                                                     |
| +992      | Tadjikistan |
| +993      | Turkménistan |
| +994      | Azerbaïdjan |
| +995      | Géorgie |
| +996      | Kirghizistan |
| +997      | Kazakhstan (l'indicatif 997 a été attribué et il était prévu d'être utilisé à partir de 2023, mais les sites gouvernementaux affichent toujours, fin 2024, l'indicatif 7,) |
| +998      | Ouzbékistan |
| +999      | Indicatif de réserve |

## Tableau par ordre alphabétique
| Pays (et autres services)                                                                   | Indicatif |
| ------------------------------------------------------------------------------------------- | --- |
| Afghanistan                                                                                 | 93 |
| Afrique du Sud                                                                              | 27 |
| Îles Åland (Finlande) avec 18 chiffres associés                                             | 358 |
| Albanie                                                                                     | 355 |
| Algérie                                                                                     | 213 |
| Allemagne                                                                                   | 49 |
| Andorre                                                                                     | 376 |
| Angola                                                                                      | 244 |
| Anguilla                                                                                    | 1264 |
| Antigua-et-Barbuda                                                                          | 1268 |
| Antarctique                                                                                 | 672 |
| Arabie saoudite                                                                             | 966 |
| Argentine                                                                                   | 54 |
| Arménie                                                                                     | 374 |
| Aruba                                                                                       | 297 |
| Ascension                                                                                   | 247 |
| Australie                                                                                   | 61 |
| Autriche                                                                                    | 43 |
| Azerbaïdjan                                                                                 | 994 |
| Bahamas                                                                                     | 1242 |
| Bahreïn                                                                                     | 973 |
| Bangladesh                                                                                  | 880 |
| Barbade                                                                                     | 1246 |
| Belgique                                                                                    | 32 |
| Belize                                                                                      | 501 |
| Bénin                                                                                       | 229 |
| Bermudes                                                                                    | 1441 |
| Bhoutan                                                                                     | 975 |
| Biélorussie                                                                                 | 375 |
| Birmanie                                                                                    | 95 |
| Bolivie                                                                                     | 591 |
| Bosnie-Herzégovine                                                                          | 387 |
| Botswana                                                                                    | 267 |
| Île Bouvet                                                                                  | 47 |
| Brésil                                                                                      | 55 |
| Brunei                                                                                      | 673 |
| Bulgarie                                                                                    | 359 |
| Burkina Faso                                                                                | 226 |
| Burundi                                                                                     | 257 |
| Cambodge                                                                                    | 855 |
| Cameroun                                                                                    | 237 |
| Canada                                                                                      | 1 |
| Cap-Vert                                                                                    | 238 |
| Îles Caïmans                                                                                | 1345 |
| République centrafricaine                                                                   | 236 |
| Chili                                                                                       | 56 |
| Chine (République populaire de Chine)                                                       | 86 |
| Chypre                                                                                      | 357 |
| Colombie                                                                                    | 57 |
| Comores                                                                                     | 269 |
| République démocratique du Congo                                                            | 243 |
| République du Congo                                                                         | 242 |
| Îles Cook                                                                                   | 682 |
| Corée du Nord                                                                               | 850 |
| Corée du Sud                                                                                | 82 |
| Costa Rica                                                                                  | 506 |
| Côte d'Ivoire                                                                               | 225 |
| Croatie                                                                                     | 385 |
| Cuba                                                                                        | 53 |
| Curaçao                                                                                     | 599 |
| Danemark                                                                                    | 45 |
| Djibouti                                                                                    | 253 |
| République dominicaine                                                                      | 1809 et 1829 et 1849 |
| Dominique                                                                                   | 1767 |
| Égypte                                                                                      | 20 |
| Émirats arabes unis                                                                         | 971 |
| Équateur                                                                                    | 593 |
| Érythrée                                                                                    | 291 |
| Espagne                                                                                     | 34 |
| Estonie                                                                                     | 372 |
| Eswatini                                                                                    | 268 |
| États-Unis                                                                                  | 1 |
| Éthiopie                                                                                    | 251 |
| Îles Féroé                                                                                  | 298 |
| Fidji                                                                                       | 679 |
| Finlande                                                                                    | 358 |
| France avec 9 chiffres associés                                                             | 33 |
| Gabon                                                                                       | 241 |
| Gambie                                                                                      | 220 |
| Géorgie                                                                                     | 995 |
| Géorgie du Sud-et-les îles Sandwich du Sud                                                  | 500 |
| Ghana                                                                                       | 233 |
| Gibraltar                                                                                   | 350 |
| Grèce                                                                                       | 30 |
| Grenade                                                                                     | 1473 |
| Groenland                                                                                   | 299 |
| Guadeloupe                                                                                  | 590 |
| Guam                                                                                        | 1671 |
| Guatemala                                                                                   | 502 |
| Guernesey                                                                                   | 44 |
| Guinée                                                                                      | 224 |
| Guinée équatoriale                                                                          | 240 |
| Guinée-Bissau                                                                               | 245 |
| Guyana                                                                                      | 592 |
| Guyane                                                                                      | 594 |
| Haïti                                                                                       | 509 |
| Honduras                                                                                    | 504 |
| Hong Kong                                                                                   | 852 |
| Hongrie                                                                                     | 36 |
| Île de Man                                                                                  | 44 |
| Inde                                                                                        | 91 |
| Indonésie                                                                                   | 62 |
| Irak                                                                                        | 964 |
| Iran                                                                                        | 98 |
| Irlande                                                                                     | 353 |
| Islande                                                                                     | 354 |
| Israël                                                                                      | 972 |
| Italie                                                                                      | 39 |
| Jamaïque                                                                                    | 1876 |
| Japon                                                                                       | 81 |
| Jersey                                                                                      | 44 |
| Jordanie                                                                                    | 962 |
| Kazakhstan                                                                                  | 7 (l'indicatif 997 a été attribué et il était prévu d'être utilisé à partir de 2023, mais les sites gouvernementaux affichent toujours, fin 2024, l'indicatif 7,) |
| Kenya                                                                                       | 254 |
| Kirghizistan                                                                                | 996 |
| Kiribati                                                                                    | 686 |
| Kosovo (depuis le 15 décembre 2016)                                                         | 383 |
| Koweït                                                                                      | 965 |
| Laos                                                                                        | 856 |
| Lesotho                                                                                     | 266 |
| Lettonie                                                                                    | 371 |
| Liban                                                                                       | 961 |
| Liberia                                                                                     | 231 |
| Libye                                                                                       | 218 |
| Liechtenstein                                                                               | 423 |
| Lituanie                                                                                    | 370 |
| Luxembourg                                                                                  | 352 |
| Macao                                                                                       | 853 |
| Macédoine du Nord                                                                           | 389 |
| Madagascar                                                                                  | 261 |
| Malaisie                                                                                    | 60 |
| Malawi                                                                                      | 265 |
| Maldives                                                                                    | 960 |
| Mali                                                                                        | 223 |
| Îles Malouines                                                                              | 500 |
| Malte                                                                                       | 356 |
| Îles Mariannes du Nord                                                                      | 1670 |
| Maroc                                                                                       | 212 |
| Îles Marshall                                                                               | 692 |
| Martinique                                                                                  | 596 |
| Maurice                                                                                     | 230 |
| Mauritanie                                                                                  | 222 |
| Mayotte                                                                                     | 262 |
| Mexique                                                                                     | 52 |
| États fédérés de Micronésie                                                                 | 691 |
| Moldavie                                                                                    | 373 |
| Monaco                                                                                      | 377 |
| Mongolie                                                                                    | 976 |
| Monténégro                                                                                  | 382 |
| Montserrat                                                                                  | 1664 |
| Mozambique                                                                                  | 258 |
| Namibie                                                                                     | 264 |
| Nauru                                                                                       | 674 |
| Népal                                                                                       | 977 |
| Nicaragua                                                                                   | 505 |
| Niger                                                                                       | 227 |
| Nigeria                                                                                     | 234 |
| Niue                                                                                        | 683 |
| Île Norfolk                                                                                 | 6723 |
| Norvège                                                                                     | 47 |
| Nouvelle-Calédonie                                                                          | 687 |
| Nouvelle-Zélande                                                                            | 64 |
| Oman                                                                                        | 968 |
| Ouganda                                                                                     | 256 |
| Ouzbékistan                                                                                 | 998 |
| Pakistan                                                                                    | 92 |
| Palaos                                                                                      | 680 |
| Palestine (réservé)                                                                         | 970 |
| Panama                                                                                      | 507 |
| Papouasie-Nouvelle-Guinée                                                                   | 675 |
| Paraguay                                                                                    | 595 |
| Pays-Bas                                                                                    | 31 |
| Pays-Bas caribéens                                                                          | 599 |
| Pérou                                                                                       | 51 |
| Philippines                                                                                 | 63 |
| Îles Pitcairn                                                                               | 64 |
| Pologne                                                                                     | 48 |
| Polynésie française                                                                         | 689 |
| Porto Rico                                                                                  | 1787 et 1939 |
| Portugal                                                                                    | 351 |
| Qatar                                                                                       | 974 |
| La Réunion                                                                                  | 262 |
| Roumanie                                                                                    | 40 |
| Royaume-Uni                                                                                 | 44 |
| Russie                                                                                      | 7 |
| Rwanda                                                                                      | 250 |
| Saint-Barthélemy                                                                            | 590 |
| Saint-Christophe-et-Niévès                                                                  | 1869 |
| Sainte-Hélène, Ascension et Tristan da Cunha                                                | 290 |
| Sainte-Lucie                                                                                | 1758 |
| Saint-Marin                                                                                 | 378 |
| Saint-Martin                                                                                | 590 |
| Saint-Pierre-et-Miquelon                                                                    | 508 |
| Saint-Vincent-et-les-Grenadines                                                             | 1784 |
| Îles Salomon                                                                                | 677 |
| Salvador                                                                                    | 503 |
| Samoa                                                                                       | 685 |
| Samoa américaines                                                                           | 1684 |
| Sao Tomé-et-Principe                                                                        | 239 |
| Sénégal                                                                                     | 221 |
| Serbie                                                                                      | 381 |
| Seychelles                                                                                  | 248 |
| Sierra Leone                                                                                | 232 |
| Singapour                                                                                   | 65 |
| Saint-Martin                                                                                | 1721 |
| Slovaquie                                                                                   | 421 |
| Slovénie                                                                                    | 386 |
| Somalie                                                                                     | 252 |
| Soudan                                                                                      | 249 |
| Soudan du Sud                                                                               | 211 |
| Sri Lanka                                                                                   | 94 |
| Suède                                                                                       | 46 |
| Suisse                                                                                      | 41 |
| Suriname                                                                                    | 597 |
| Svalbard                                                                                    | 47 |
| Syrie                                                                                       | 963 |
| Tadjikistan                                                                                 | 992 |
| Tanzanie                                                                                    | 255 |
| Taïwan (République de Chine)                                                                | 886 |
| Tchad                                                                                       | 235 |
| Tchéquie                                                                                    | 420 |
| Terres australes et antarctiques françaises                                                 | 262 |
| Territoire britannique de l'océan Indien                                                    | 246 |
| Territoires extérieurs de l’Australie ( Île Christmas, Îles Cocos, Îles Heard-et-MacDonald) | 672 |
| Thaïlande                                                                                   | 66 |
| Timor oriental                                                                              | 670 |
| Togo                                                                                        | 228 |
| Tokelau                                                                                     | 690 |
| Tonga                                                                                       | 676 |
| Trinité-et-Tobago                                                                           | 1868 |
| Tunisie                                                                                     | 216 |
| Turkménistan                                                                                | 993 |
| Îles Turques-et-Caïques                                                                     | 1649 |
| Turquie                                                                                     | 90 |
| Tuvalu                                                                                      | 688 |
| Ukraine                                                                                     | 380 |
| Uruguay                                                                                     | 598 |
| Vanuatu                                                                                     | 678 |
| Vatican (Saint-Siège)                                                                       | 379 |
| Venezuela                                                                                   | 58 |
| Îles Vierges des États-Unis                                                                 | 1340 |
| Îles Vierges britanniques                                                                   | 1284 |
| Viêt Nam                                                                                    | 84 |
| Wallis-et-Futuna                                                                            | 681 |
| Yémen                                                                                       | 967 |
| Zambie                                                                                      | 260 |
| Zimbabwe                                                                                    | 263 |
| Systèmes mobiles mondiaux par satellite GMSS (indicatifs internationaux partagés)           | 881 et 882 |
| Numéros internationaux (indicatif partagé)                                                  | 883 |
| Numéro gratuit et universel de libre appel international                                    | 6039 |

Source UIT : plans de numérotation nationaux